# Valeri Rozhdestvenski
Valeri Iliich Rozhdestvenski (en ruso, Валерий Ильич Рождественский; Leningrado, 13 de febrero de 1939 – 31 de agosto de 2011) fue un cosmonauta soviético.

## Biografía
Rozhdestvenski nació en Leningrado y se graduó en ingeniería en la Escuela Militar Superior de Ingeniería de la Armada en Pushkin. De 1961 a 1965 fue comandante de una unidad de buceo en aguas profundas en la Flota de Guerra del Mar Báltico.
Rozhdestvenski fue seleccionado como cosmonauta el 23 de octubre de 1965 y voló como Ingeniero de vuelo en la Soyuz 23. Después de su vuela espacial, continuó  to trabajando en el programa espacial en el Yuri Gagarin Cosmonaut Training Center. Se retiró el 24 de junio de 1986 y trabajó para la Metropolis Industries. Se casó y tuvo un hijo. Falleció el 31 de agosto de 2011 a los 72 años.

## Distinciones
- Héroe de la Unión Soviética
- Pilotos-cosmonautas de la URSS
- Orden de Lenin
- Orden del Servicio a la Patria en las Fuerzas Armadas de la URSS 3ª clase
- Medalla por los Méritos en la Exploración del Espacio